# 大野村 (福島県相馬郡)
大野村（おおのむら）は福島県北東部、相馬郡に属していた村。現在の相馬市北西部、小泉川、右派小泉川、椎木川の各上流域にあたる。

## 地理
- 山：羽黒山、羽山
- 河川：小泉川、右派小泉川、椎木川、地蔵川

## 歴史
- 1889年（明治22年）4月1日 - 町村制の施行により、塚部村、長老内村、椎木村、大坪村、石上村、初野村、黒木村、小野村が合併して宇多郡大野村が発足。
- 1896年（明治29年）4月1日 - 所属郡が相馬郡に変更。
- 1954年（昭和29年）3月31日 - 中村町・飯豊村・磯部村・日立木村・八幡村・山上村・玉野村と合併して相馬市が発足。同日大野村廃止。

## 交通

### 鉄道
日本国有鉄道常磐線が村域を通過していたが、駅は所在しなかった。

### 道路
- 国道6号